# 7. pehotna divizija (ZDA)
Za druge 7. divizije glejte 7. divizija.
7. pehotna divizija (izvirno angleško 7th Infantry Division) je pehotna divizija Kopenske vojske ZDA.